# Ludwigslied

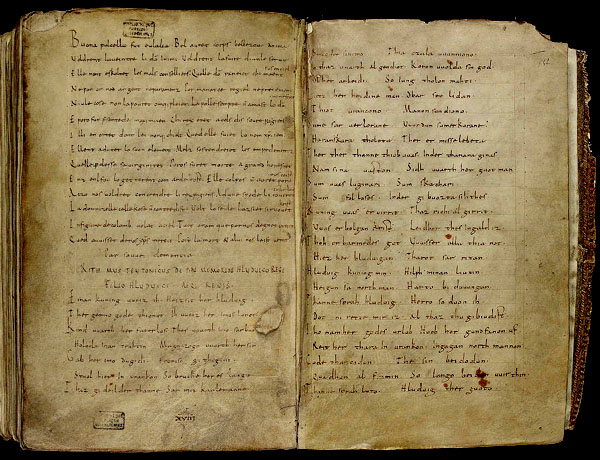
De eerste twee pagina's van het Ludwigslied

Het Ludwigslied, ook bekend als de Rithmus teutonicus, is een Oudhoogduits eindrijm-gedicht in het Rijnfrankische dialect, dat de overwinning bezingt die de West-Frankische koning Lodewijk III van het West-Frankenrijk op 3 augustus 881 in Picardië op de Vikingen behaalde tijdens de Slag bij Saucourt-en-Vimeu (15 kilometer ten westen van het huidige Abbeville). Het is het oudste historische lied in de Duitse taal.
Het Ludwigslied benadrukt vooral de vroomheid en godsvrucht van de koning. Aangezien Lodewijk al een jaar later overleed, maar in het lied nog als levende wordt bezongen, is het Ludwigslied een van de weinige vroegmiddeleeuwse dichtingen, die relatief nauwkeurig kan worden gedateerd: het werd waarschijnlijk tussen 
881 en 882 geschreven.

## Het handschrift

### Herkomst en datering
Het Ludwigslied maakt deel uit van een verzamelhandschrift dat zich vandaag bevindt in de stadsbibliotheek van Valenciennes (Valencijn). Het handschrift kan gedateerd worden op de eerste helft van de negende eeuw, de tekst van het Ludwigslied zelf moet zijn geschreven tussen 3 augustus 881, de datum van de slag bij Saucourt-en-Vimeu en 5 augustus 882, de datum van het overlijden van Lodewijk. In het gedicht wordt hij als nog in leven beschreven. Het originele handschrift is afkomstig van de Sint-Amandusabdij in Saint-Amand-les-Eaux dicht bij Valenciennes, een van de belangrijkste culturele centra van het westen van in de tijd van Karel de Kale tot in de tiende eeuw. Gezien in de tekst de koning nog als levend wordt beschreven, maar de titel van het gedicht het heeft over “de piae memoriae hlvdvico rege” kan men geredelijk aannemen dat de tekst in dit handschrift een kopie is, geschreven na de dood van Lodewijk, van een origineel geschreven toen hij nog in leven was. De tekst in het handschrift en de Sequentia van de heilige Eulalie, van dezelfde hand, die eraan voorafgaat, werden dus waarschijnlijk aan het handschrift toegevoegd kort(?) na de dood van Lodewijk III dus ná 5 augustus 882.

### Codicologische informatie
Het handschrift bestaat uit 143 perkamenten folia en is ingebonden in een zeer oude hertsleren band in slechte staat. De band bevat aan de binnen- en de buitenzijde haarresten waardoor hij de bijnaam Liber pilosus kreeg. De band meet 245 bij 152 mm, het perkament ca. 22 bij 150 mm. Er zijn schutbladen voor- en achteraan. Op de buitenzijde kan men nog met moeite de tekst Sancti gregorii nazanzeni lezen. Het handschrift bestaat uit zeventien katernen, waarvan elf quaternions, drie trinions en de rest onregelmatig.

### Inhoud
Het werk bevatte origineel acht sermoenen van Gregorius van Nazianze vertaald in het Latijn door Rufinus. De tekst hiervan gaat tot op fol. 140v  lijn 7
Na de dood van Lodewijk III zal men aan het Latijnse manuscript de poëtische teksten in het Latijn en vernaculair toevoegen. Dit werd met de nodige zorg gedaan want er werd speciaal een katern van een binonium aan het handschrift van oorspronkelijk 141 folia toegevoegd om de nodige ruimte te creëren. De vijf “rithmi” werden toegevoegd door vier verschillende kopiisten. Eerst was de Latijnse cantilene aan St-Eulalie aan de beurt, bovenaan op fol. 141r in 14 lijnen. Daarna was het de Latijnse sequentia ‘Dominus caeli rex’ die werd toegevoegd, onderaan f140v (negen lijnen) en onderaan op f141r (7 lijnen). De volgende kopiist schreef de Gallo-Romaanse Eulalie cantilene en het Ludwigslied in het handschrift. De Gallo-Romaanse cantilene begint bovenaan fol. 141v en telt 15 lijnen. Ze wordt dadelijk gevolgd door de “rithmvs tevtonicus de piae memoriae hlvdvico rege” of het Ludwigslied dat doorgaat tot op fol. 143r lijn 4. De lofzang op Lodewijk bevat in totaal 59 verzen. Uiteindelijk werd door een vierde kopiist de Latijnse sequentia ‘Vis fidei tanta est’ aan het manuscript toegevoegd. Onderaan op fol. 143v vindt men de tekst: “Liber Sci Amandi”. Het handschrift bevat dus niet alleen de oudste Duitse tekst maar eveneens de oudste Oudfranse poëtische tekst die bewaard is gebleven.

## Geschiedenis
Het handschrift werd als het ware tweemaal ontdekt. Een eerste keer in 1672 toen het door de benedictijner monnik Jean Mabillon, de grondlegger van de paleografie, werd gevonden in de bibliotheek van St-Amand. Hij maakte een afschrift dat hij in 1689 ter studie bezorgde aan Johannes Schilter, een Straatsburgs historicus. Schilter stelde zich een aantal vragen over de taal en de accuraatheid van het afschrift en stuurde op 9 maart 1692 een brief aan Mabillon waarin hij vroeg om het handschrift in te zien. Maar door de grote aardbeving van 1692 was de bibliotheek van St-Amand zwaar getroffen geweest en het werk bleek onvindbaar. Schilter publiceerde toen het niet perfecte afschrift van Mabillon in 1696. Het werd een geweldig succes maar het originele werk leek definitief verloren te zijn. Pas in 1837 werd het handschrift door A.-H. Hoffman von Fallersleben teruggevonden in de bibliotheek van Valenciennes waar het waarschijnlijk terechtgekomen was na de confiscaties door de Franse revolutionairen in 1791. Alle uitgaven van de tekst tussen 1696 en 1837 waren dus gebaseerd op de foutieve tekst van Mabillon. Hoffman gaf in 1837 in samenwerking met zijn goede vriend Jan Frans Willems de correcte tekst uit onder de titel Elnonensia. Sedertdien werd de tekst een ‘bestseller’ van de Duitse literatuur uit de Middeleeuwen. Het was Jacob Grimm die hem de naam ‘Ludwigslied’ gaf in 1819.

## Taalkundig
In het Frankische gebied hadden zich uit de oorspronkelijke Franken twee Frankische gemeenschappen gevestigd, de Latijnse en de Germaanse gemeenschap. De grens tussen beide lag in het gebied tussen Rijn en Schelde. De Merovingers bekommerden zich weinig of niet om de Frankische taal, hun gebieden waren overwegend Gallo-Romeins; de Karolingers daarentegen hadden hun wortels in het Oost-Francië, het Germaanse gebied. Hoewel ook zij het Latijn en het Gallo-Romaans beheersten, hebben zij ervoor gezorgd om het Frankisch te promoten tot de status van een literaire taal. Het Frankisch was trouwens de taal van de keizerlijke familie.
Veelal wordt gezegd dat de tekst geschreven is in een versie van het Rijnfrankisch, maar doorspekt met Nederfrankische en Middelfrankische elementen, maar niet iedereen is het daarmee eens. Volgens Jens Schneider zou het Ludwigslied ontstaan zijn in Mainz en in het handschrift genoteerd zijn in de Abdij van Echternach, de Abdij van Prüm, in Luik of in de Abdij van Lobbes, de tekst zou van oorsprong Rijnfrankisch zijn met Saksische elementen. Hij verdedigt de stelling dat het Ludwigslied gezien moet worden als een getuige van de Frankische identiteit, niet als typisch Oostfrankisch of Westfrankisch maar als ‘gesamtfränkisch’ en dat het teruggaat op een Karolingische traditie. Heldenliederen in het Frankisch waren al vermeld door Einhard die ze ‘barbara et antiquissima carmina’ noemde.
Uiteraard zijn er ‘taalkundigen’ geweest die de tekst voor hun eigen taal wensten te reserveren, er was trouwens ook eentje (Van Ginneken) in de jaren 30 die er Oudnederlands van maakte. Als sommige Duitsers teksten claimden voor het ‘Hoogduits’ moet men daar altijd bij bedenken dat het over de Hoogduitse dialectengroep ging, met andere woorden de dialecten gesproken zuidelijk van de ‘Benrather linie’ (de maken/machen grens). Als we nu gaan kijken dan ligt het gebied waar het Ludwigslied waarschijnlijk ontstaan is (Luxemburg, Trier; Mainz, Aken, Keulen), duidelijk in de ‘machen’ zone en is het niet misplaatst om over ‘Oudhoogduits’ te spreken. Daarbij dient men echter goed te bedenken dat dit niet verwijst naar een oude versie van het huidige Standaardduits, zelfs niet naar een taal zoals men dat vandaag verstaat, maar naar een deel van het dialectcontinuüm dat ‘Hoogduits’ genoemd werd. Voor het Ludwigslied zou men dan eigenlijk nog beter kunnen spreken over ‘Middelhoogduits’, omdat de waarschijnlijke herkomststreek noordelijk van de ‘Speyerer’ (appel/apfel) linie ligt.
Het manuscript werd lange tijd bestudeerd in het licht van de gebruikte vernaculaire talen, maar het totaalbeeld werd uit het oog verloren. De Oudfranse en Duitse tekst werden apart bestudeerd en uitgegeven en de relatie van twee teksten in een verschillende taal geschreven door één kopiist werd vergeten in de nationalistische reflex van de literatuurstudie van de negentiende eeuw. Pas na 1989 gaat men de samenhang van de teksten bestuderen naar aanleiding van een colloquium georganiseerd door de bibliotheek van Valenciennes. De context waarin men het handschrift vandaag bekijkt is vollediger, men onderzoekt het geheel en ziet het werk veel meer als een voorbeeld van het ‘colinguisme’ bij de Karolingers.
Uit die studie bleek dat de Gallo-Romaanse en de Frankische tekst vormelijk overeenkwamen, dat ze beide ‘actuele’ onderwerpen behandelden en bedoeld waren voor hetzelfde publiek. Dat verklaart trouwens ook dat men een Duitse tekst gebruikt om de lof van een Westfrankische koning te bezingen. Men denkt dat het mogelijk is dat de teksten gebruikt werden als lezingen tijdens de officies of de maaltijden voor de gasten die de Sint-Amandsabdij bezochten.